# الكوخ 8
الكوخ 8 هو قسم في حديقة بلتشلي (محطة استخراج معمى بريطانية في الحرب العالمية الثانية) كان له مهمة حل رسائل آلة إنجما التابعة لسلاح البحرية الألماني. كانت رئاسة القسم في البداية آلان تورنغ. كان الكوخ 8 يتشارك أعماله مع الكوخ 4 الذي كان مسؤولاً عن أعمال ترجمة والتحليل الاستخباراتي للبيانات التي استخرج الكوخ 8 معمَّاها.

## اقرأ أيضا
- الكوخ 6
- بانبوريزموس

‌